# Station Heino
Station Heino is gelegen ten zuiden van de Overijsselse plaats Heino, in de gemeente Raalte. Het is gelegen aan de spoorlijn Zwolle - Almelo en werd op 1 januari 1881 geopend. Het ligt ongeveer 10 kilometer ten zuidoosten van Zwolle.
Nadat bij het station een eilandperron werd aangelegd, is het oude lage perron blijven liggen. Bij de verbouwing in mei 2025 zijn, met de aanleg van nieuwe zijperrons, het lage perron en het eilandperron verwijderd. Het oude stationsgebouw is nu volledig als woning in gebruik. Vlak bij het station, bij de overweg, staat het voormalige stationskoffiehuis.
Station Heino is een stopstation voor de treinen van Keolis Blauwnet die rijden tussen Zwolle en Enschede. Er stoppen alleen sprinters op dit station, de treinen stoppen hier twee keer per uur in beide richtingen. Het station heeft een onbewaakte fietsenstalling en een parkeerplaats voor auto's.
In de omgeving van station Heino zijn er verschillende mogelijkheden om te wandelen en te fietsen. Zo ligt er een fietsknooppunt in de buurt en zijn er diverse wandelroutes uitgezet in de omgeving. Het station ligt in een landelijke omgeving met veel weilanden, boerderijen en bossen.
Het aantal in- en uitstappers op station Heino is in de afgelopen jaren gestaag gestegen. In 2020 maakten dagelijks gemiddeld zo'n 2.100 reizigers gebruik van het station.

## Verbouwing 2025
In mei 2025 zijn de stations van Raalte en Heino compleet vernieuwd. De oude stations waren te klein voor het aantal reizigers dus hebben er ingrijpende wijzigingen plaatsgevonden. Het oude eilandperron is verwijderd en er zijn nieuwe zijperrons aangelegd. Er zijn nieuwe wissels geplaatst waardoor treinen sneller binnen kunnen komen. De intercity krijgt hierdoor een tijdswinst van drie minuten. Waar deze eerder afremde tot 40 km/h, kan deze nu met 140 km/h door het station rijden. 

## Treinverbindingen
In de dienstregeling 2025 stopt de volgende trein van Keolis Nederland te Heino:
| Serie      | Treinsoort        | Route                                        | Bijzonderheden         |
| ---------- | ----------------- | -------------------------------------------- | ---------------------- |
| 7900 RS 23 | Sprinter (Keolis) | Zwolle – Heino – Almelo – Hengelo – Enschede | Onderdeel van Blauwnet |

Vanaf december 2009 reed de sprinter uit Zwolle drie jaar lang niet verder dan het tijdelijke station Nijverdal West. Vanaf 3 maart 2013 reed de trein niet verder dan Raalte, in verband met het aansluiten van de Salland-Twentetunnel te Nijverdal. Op 1 april 2013 is de verbinding hersteld. 

## Tijdelijke bushalte bij verstoringen
Is het station wegens werkzaamheden of om een andere reden gesloten, dan worden reizigers, zoals gebruikelijk, per bus vervoerd. Het dorp Heino ligt echter tussen de spoorlijn en de verkeersweg N35 en het zou veel tijd kosten om door het dorp naar het station te rijden, en weer terug. Daarom wordt er in dat geval de bushalte aan het Marktplein in het dorp gebruikt. Desgewenst kunnen reizigers met een taxi tussen het station en het Marktplein vervoerd worden.

## Afbeeldingen

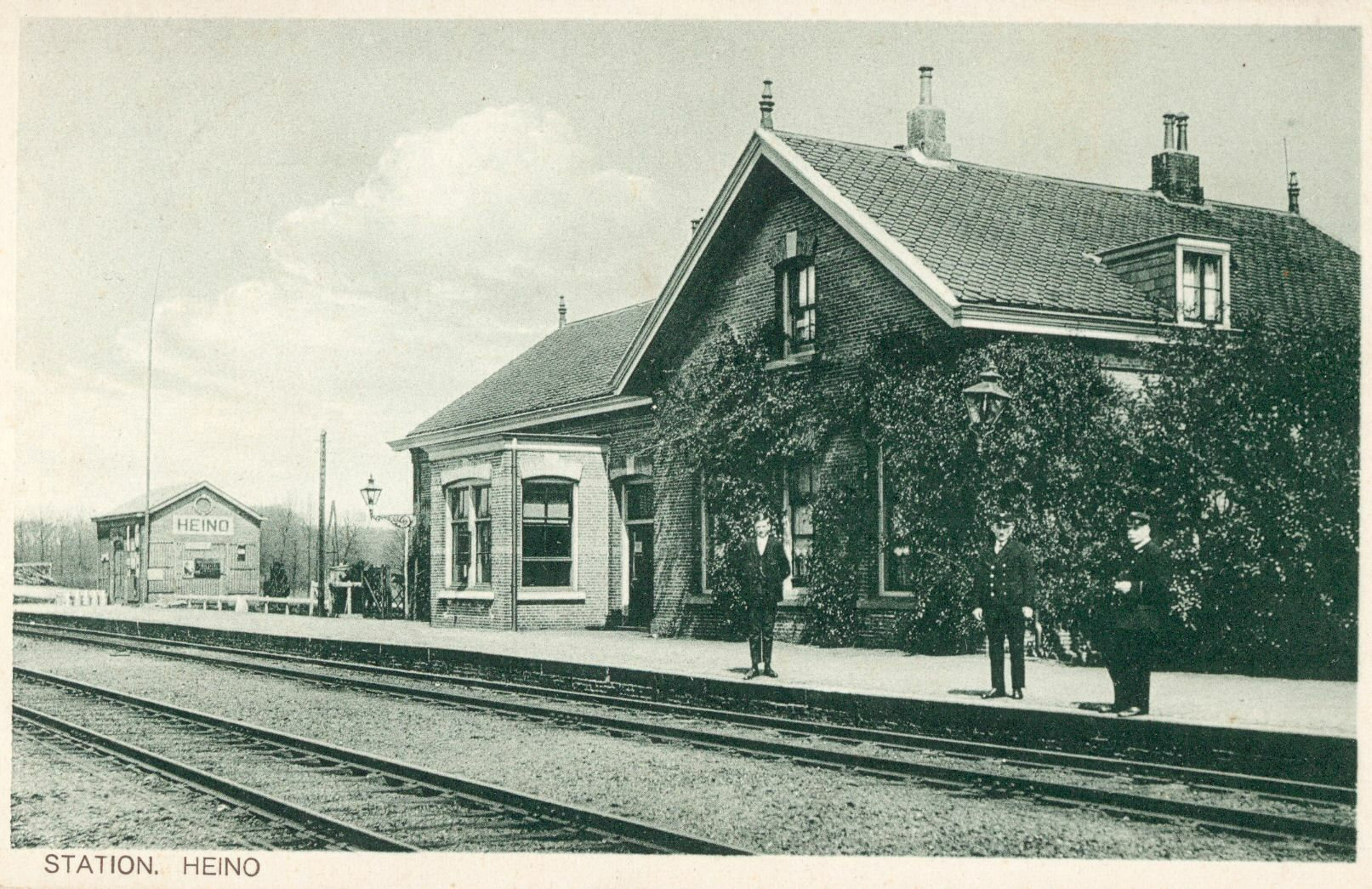
Station in 1930-1940
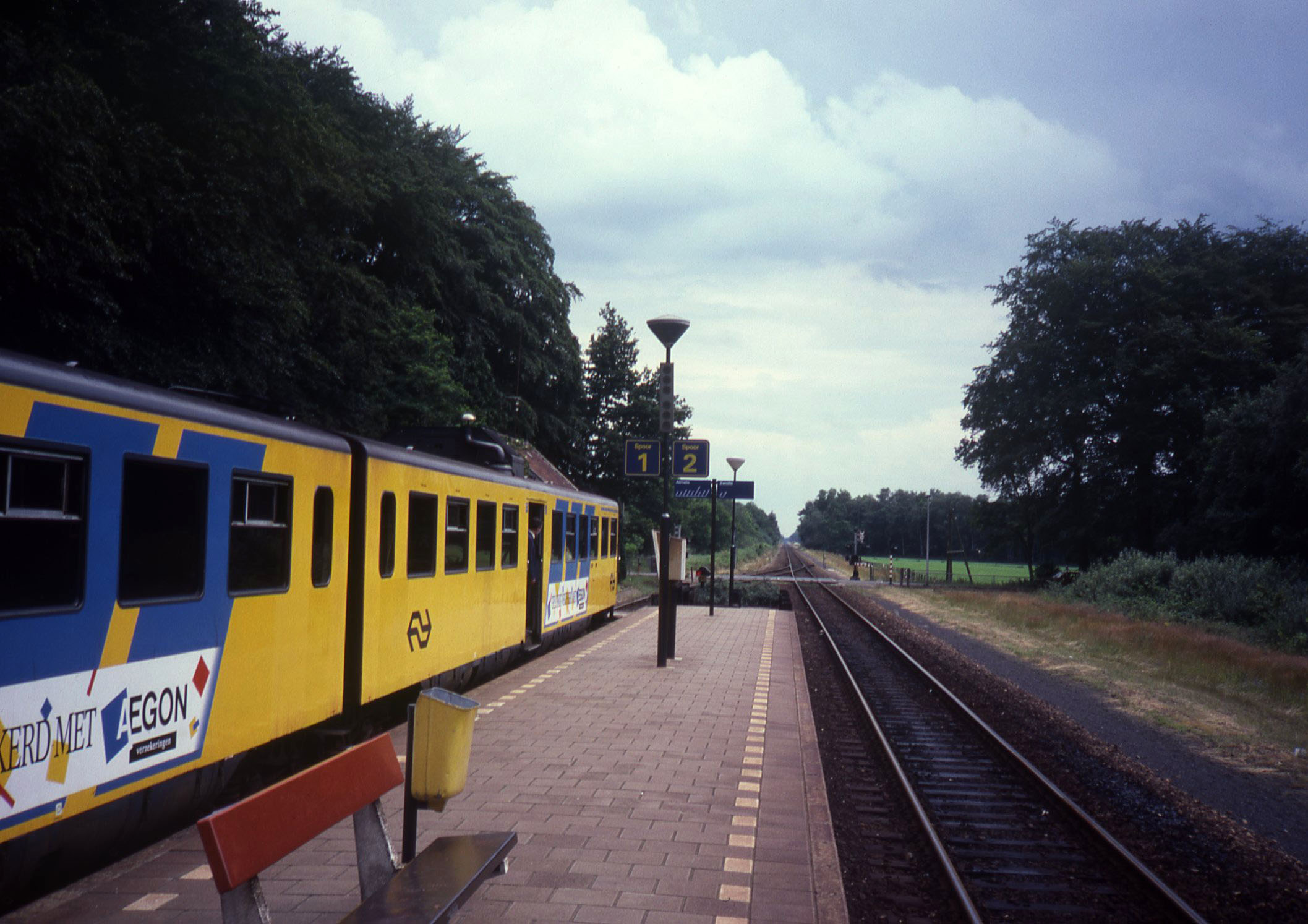
Plan X op het station
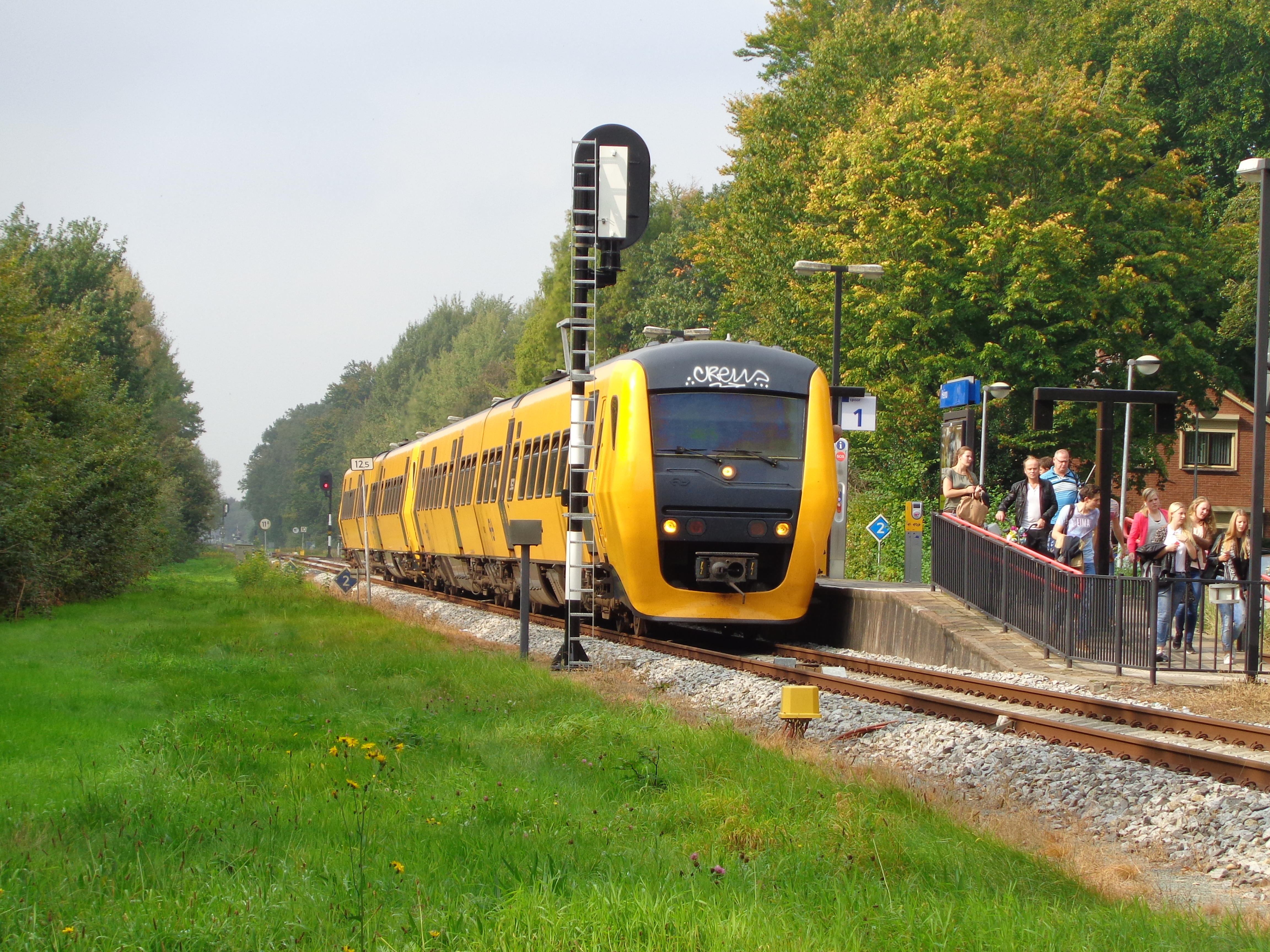
Buffel op het station
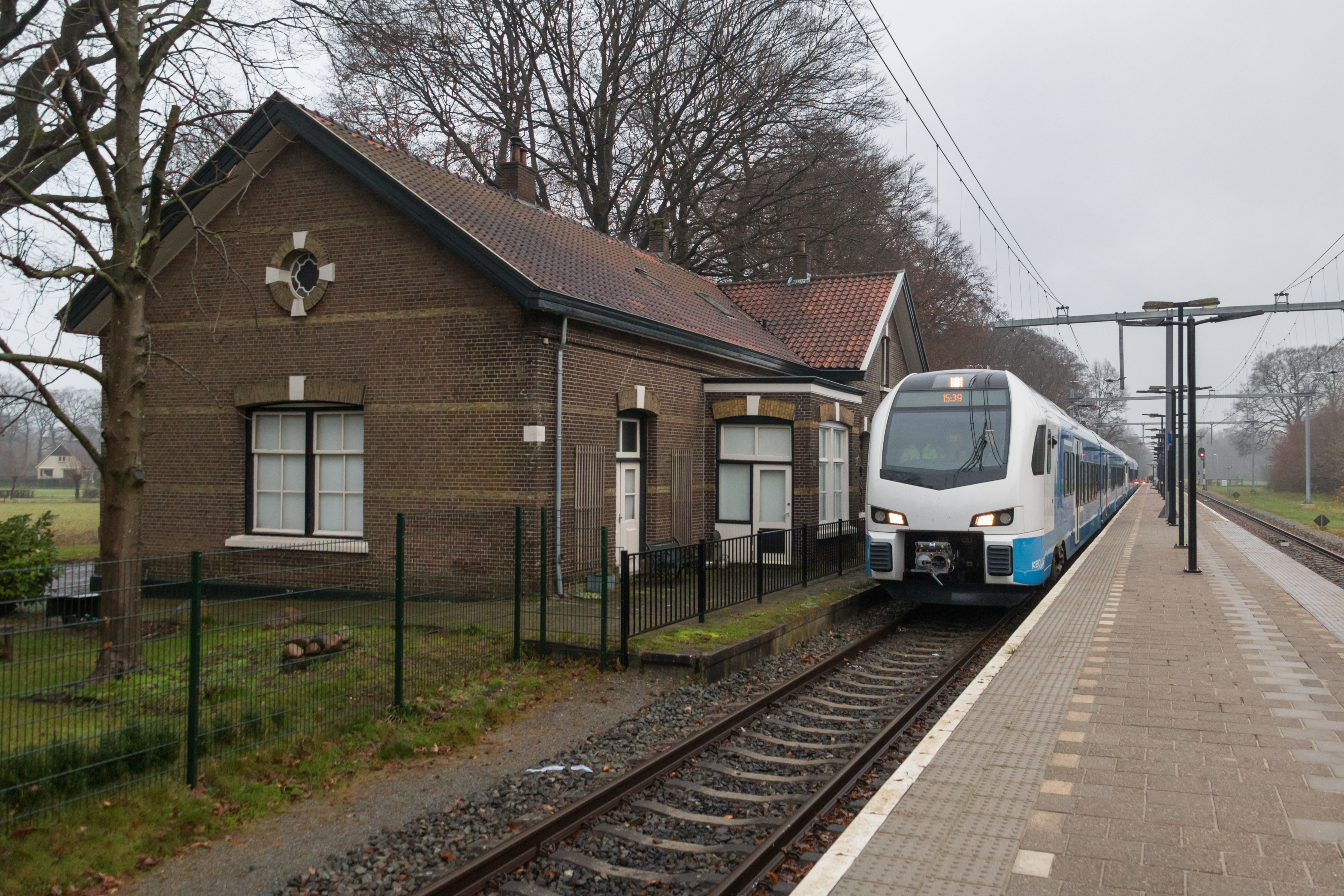
Keolis FLIRT op het station
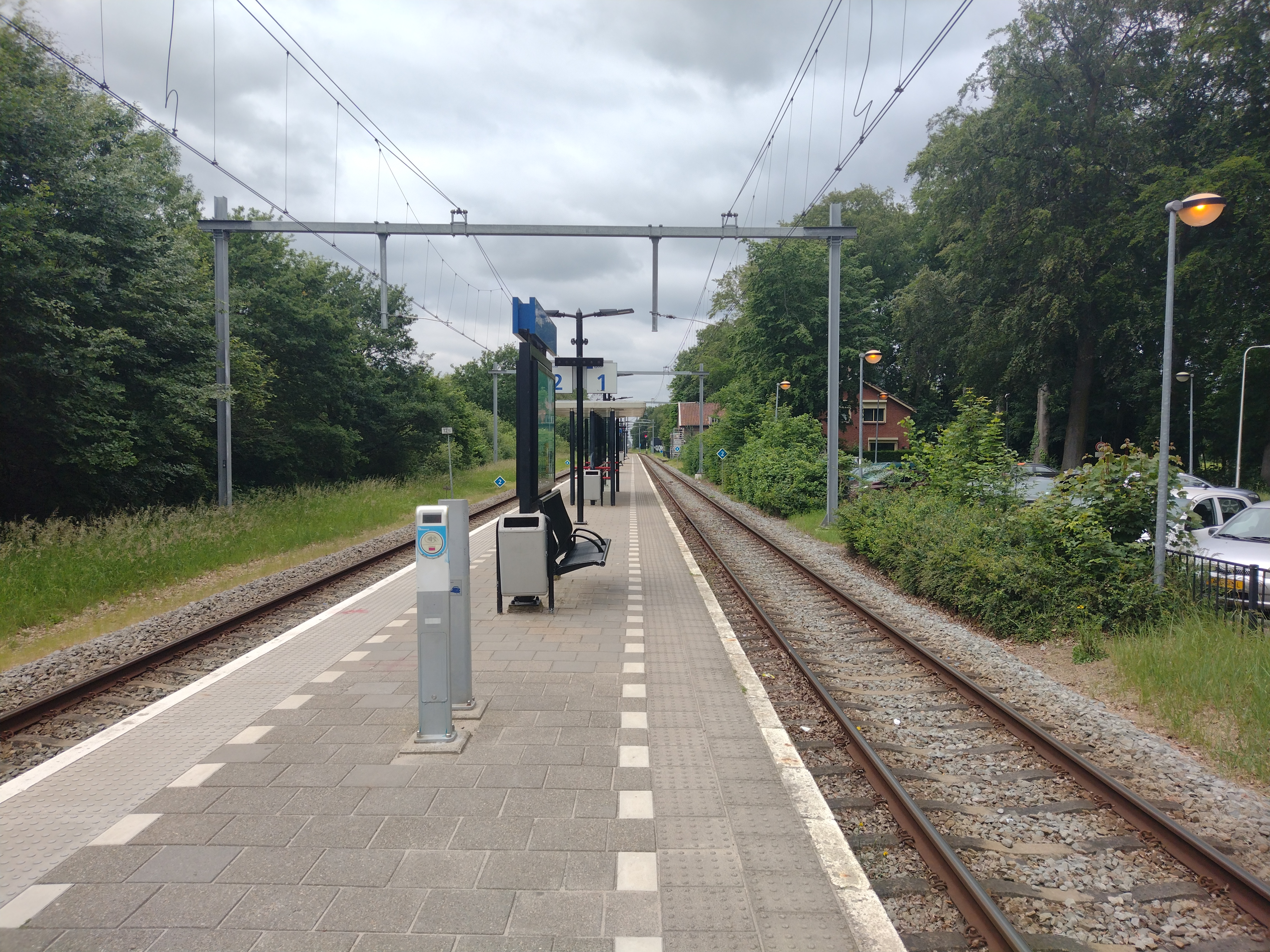
Perron
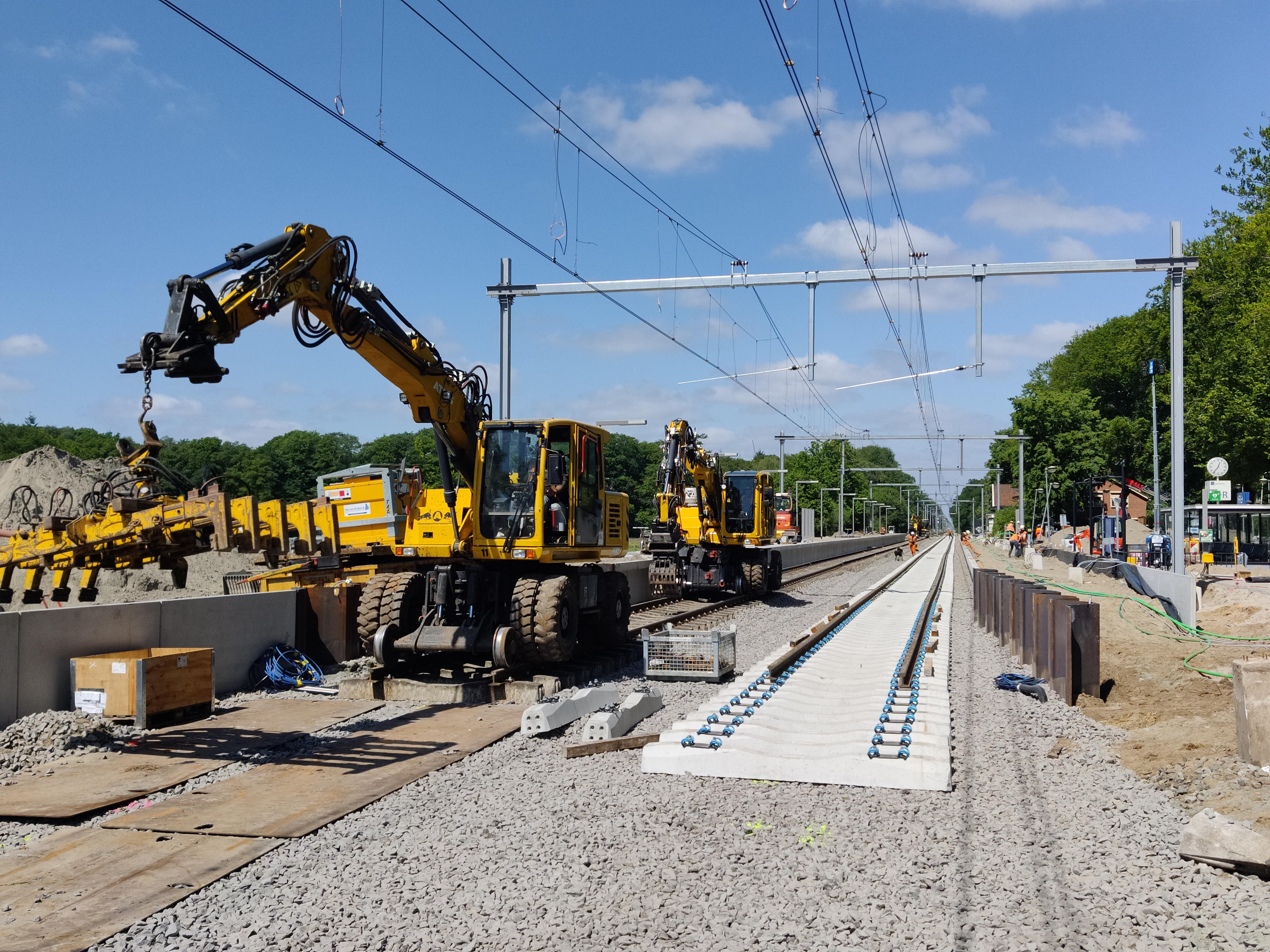
Verbouwing, mei 2025
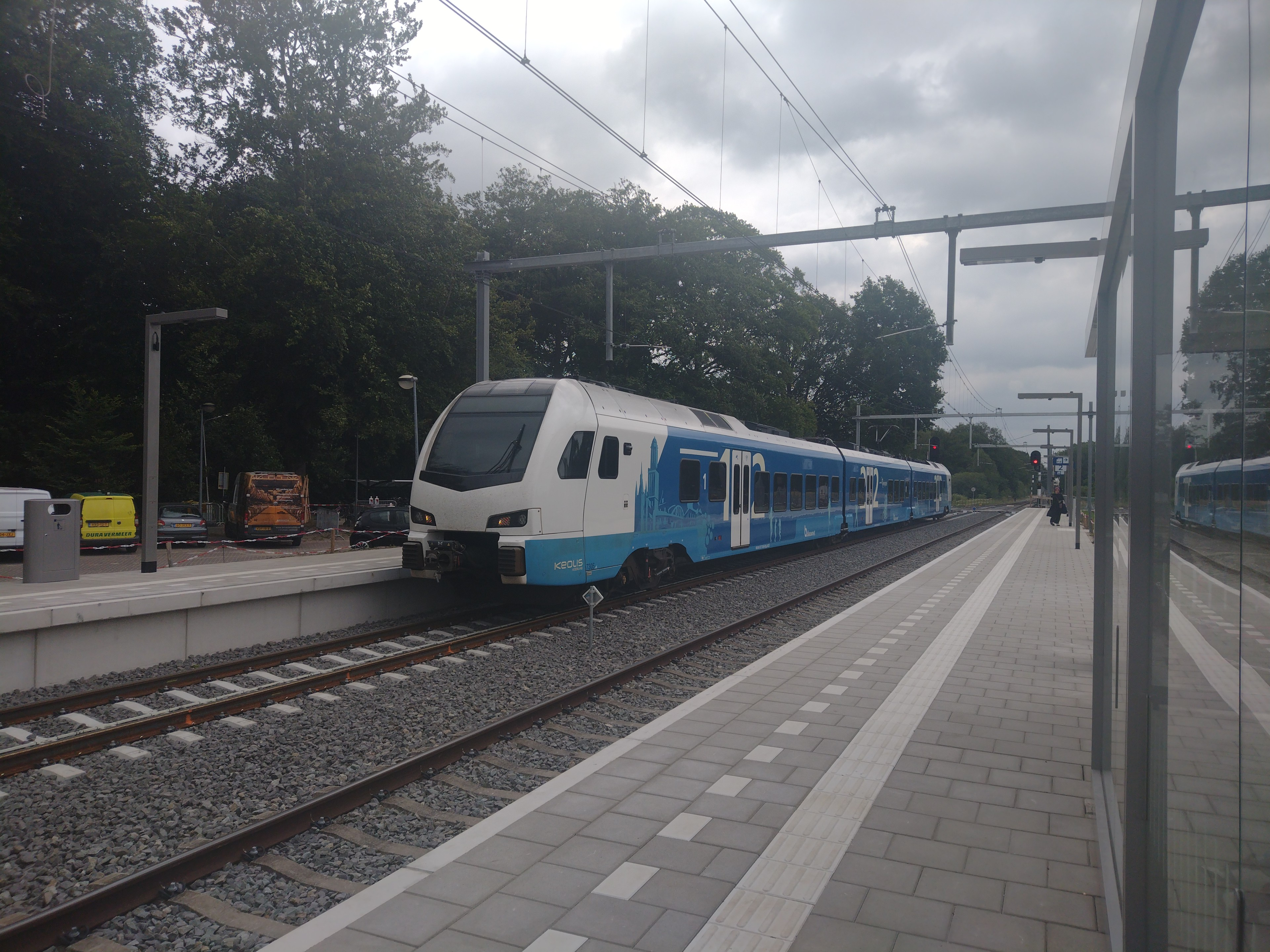
Keolis FLIRT op het verbouwde station

0: Zwolle ·
7,5: Laag Zuthem ·
12,4: Heino ·
18,1: Raalte ·
25,3: Haarle ·
30,1: Nijverdal West ·
31,3: Nijverdal ·
31,7: Nijverdal ·
39,8: Wierden ·
44,8: Almelo
Almelo · 
-De Riet · 
Borne · 
Daarlerveen · 
Dalfsen · 
Delden · 
Deventer · 
-Colmschate · 
Enschede · 
-De Eschmarke · 
-Kennispark · 
Glanerbrug · 
Goor · 
Gramsbergen · 
Hardenberg · 
Heino · 
Hengelo · 
-Gezondheidspark ·
-Oost · 
Holten · 
Kampen · 
-Zuid ·
Mariënberg · 
Nijverdal · 
Oldenzaal ·
Olst · 
Ommen · 
Raalte ·
Rijssen · 
Steenwijk · 
Vriezenveen · 
Vroomshoop · 
Wierden · 
Wijhe · 
Zwolle · 
-Stadshagen
Stations van de Museum Buurtspoorweg:
Haaksbergen · Zoutindustrie · Boekelo

Voormalige stations: zie de lijst van voormalige spoorwegstations in Overijssel